# Casio FX-850P
La FX-850P est une calculatrice scientifique programmable de la marque japonaise Casio.
Sortie en 1987, elle fait partie de la gamme d'ordinateurs de poche FX lancée par la marque en 1981 avec le Casio FX-702P.
La FX-850P dispose d'un microprocesseur 8 bits (Hitachi HD62002A01), d'un écran LCD non graphique de 2 lignes de 32 caractères en matrice de points, et d'une mémoire RAM de 8 Ko (extensible à 16 ou 40 Ko, respectivement par l'ajout d'une carte mémoire de 8 ou 32 Ko).
Elle propose également un port d'extension permettant d'utiliser plusieurs périphériques de la marque : imprimantes matricielles ou traçantes, interfaces RS-232C...
Cette calculatrice utilise le langage BASIC (avec une numérotation par ligne, type : 10 CLS, 20 PRINT "Hello word", 30 GOTO 10) et propose 10 banques de programmes indépendants : P0 à P9. Par ailleurs, la fonction "MEMO" (abréviation pour memorandum) permet de sauvegarder et de retrouver facilement tout type de données saisies au clavier : c'est une sorte de répertoire.
La principale innovation du FX-850P est de proposer, en plus des fonctions de calculs standards communes à la plupart des calculatrices scientifiques, 116 programmes intégrés (disponibles en sélectionnant le numéro du programme à 4 chiffres puis en pressant la touche [LIB]) permettant d'effectuer des calculs complexes dans de nombreux domaines : trigonométrie, statistiques, physique, résolutions d'équations…
- 1000 : Calcul de mémoire
- 5010 : Facteurs premiers
- 5020 : PGCD / PPCM
- 5040 : Équations simultanées (élimination de Gauss-Jordan)
- 5050 : Équation du second degré

Cette fonction "program library" sera ensuite proposée dans une calculatrice plus simple, la FX-1000F puis dans les futures évolutions de la FX-850P.
Avec le PB-1000, la FX-850P sera l'un des derniers ordinateurs de poche exportés par Casio, ce marché déclinant à la fin des années 1980 au profit des calculatrices graphiques de plus en plus puissantes.
Au Japon, Casio continuera toutefois de faire évoluer sa gamme et proposera plusieurs évolutions de la FX-850P sous la référence VX.